# Борщівка (зупинний пункт)
Борщі́вка — пасажирський залізничний зупинний пункт Одеської дирекції Одеської залізниці на лінії Слобідка — Побережжя.
Розташований поблизу села Борщі Подільського району Одеської області між станціями Побережжя (2 км) та Борщі (4 км).
На платформі зупиняються приміські поїзди.